# سر شاخ
سر شاخ (به لاتین: Sar Shakh) یک منطقهٔ مسکونی در افغانستان است که در ولایت بدخشان واقع شده‌است.